# Lestoidea barbarae
Lestoidea barbarae – gatunek ważki z rodziny Lestoideidae.
Ważka ta jest endemitem australijskiego stanu Queensland.